# Санта-Крус-де-Ногерас
Санта-Крус-де-Ногерас (ісп. Santa Cruz de Nogueras) — муніципалітет в Іспанії, у складі автономної спільноти Арагон, у провінції Теруель. Населення — 36 осіб (2010).
Муніципалітет розташований на відстані близько 230 км на схід від Мадрида, 85 км на північ від міста Теруель.

## Демографія
Динаміка населення (INE ):